# Lille Lauvøya
Ne doit pas être confondu avec Lauvøya.
Lille Lauvøya ou Vetle Lauvøya est une île dans le landskap Sunnhordland du comté de Vestland. Elle appartient administrativement à Kvinnherad.

## Géographie
Rocheuse et couverte d'une légère végétation, elle s'étend sur environ 308 m de longueur pour une largeur approximative de 201 m.